# 穆阿納
1°31′40″S 49°13′1″W / 1.52778°S 49.21694°W

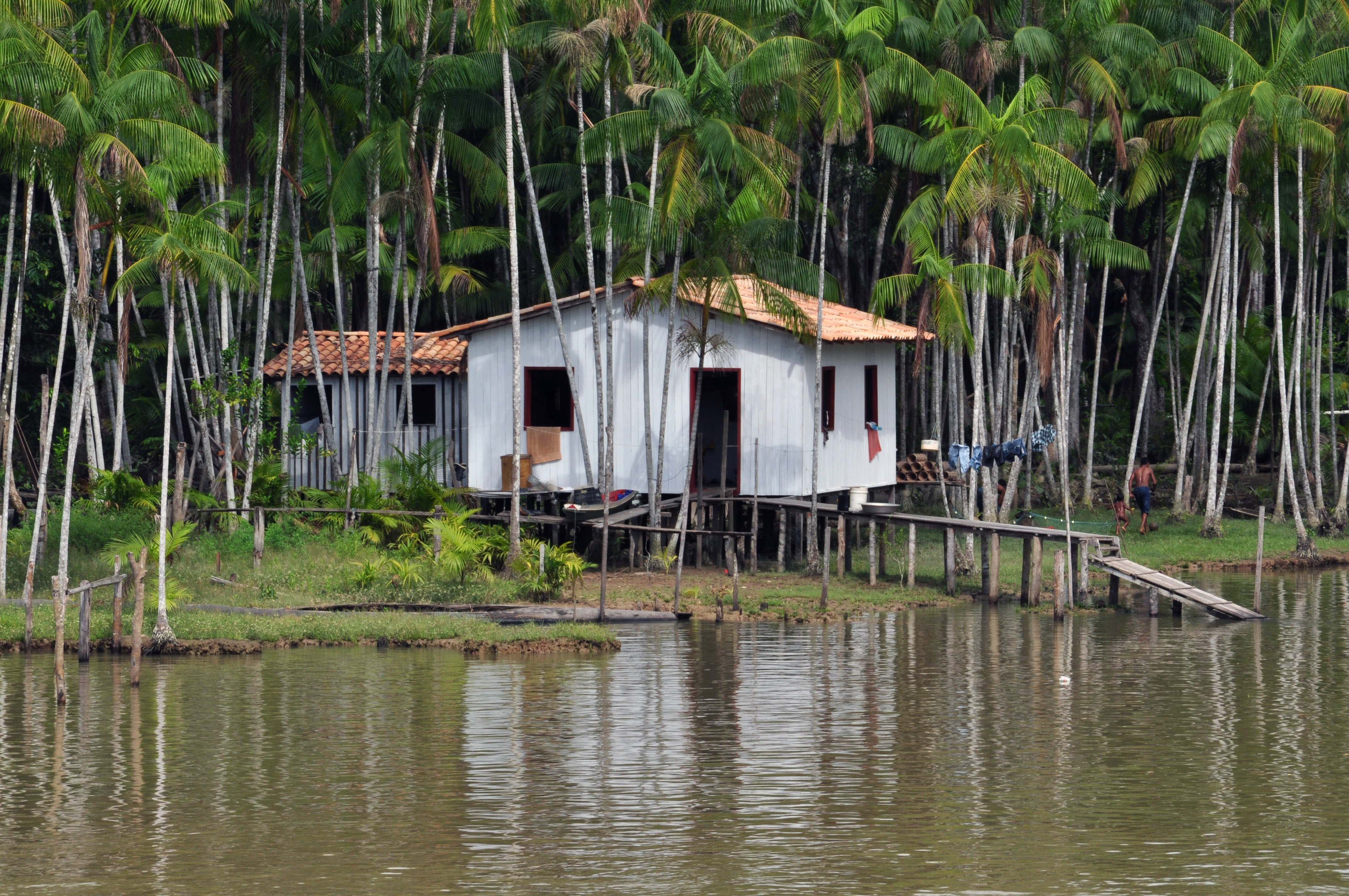
穆阿納

穆阿納（葡萄牙語：Muaná），是巴西的城鎮，位於該國北部，由帕拉州負責管轄，始建於1757年11月19日，面積3,765平方公里，海拔高度22米，2010年人口34,237，人口密度每平方公里9.09人。